# Relações entre Brasil e Venezuela
As relações entre Brasil e Venezuela são as relações diplomáticas entre a República Federativa do Brasil e a República Bolivariana da Venezuela. O Brasil mantém uma embaixada em Caracas. A Venezuela mantém uma embaixada em Brasília. Ambos são vizinhos no continente sul-americano, com uma extensão de 2.199 quilômetros na fronteira entre os dois países.
Entre os anos de 2002 a 2010, o comércio entre os dois países da América do Sul cresceu mais de 227%, elevando de 1,43 bilhão de dólares estadunidenses, em 2002, para 4,68 bilhões de dólares estadunidenses em 2010.

## Histórico

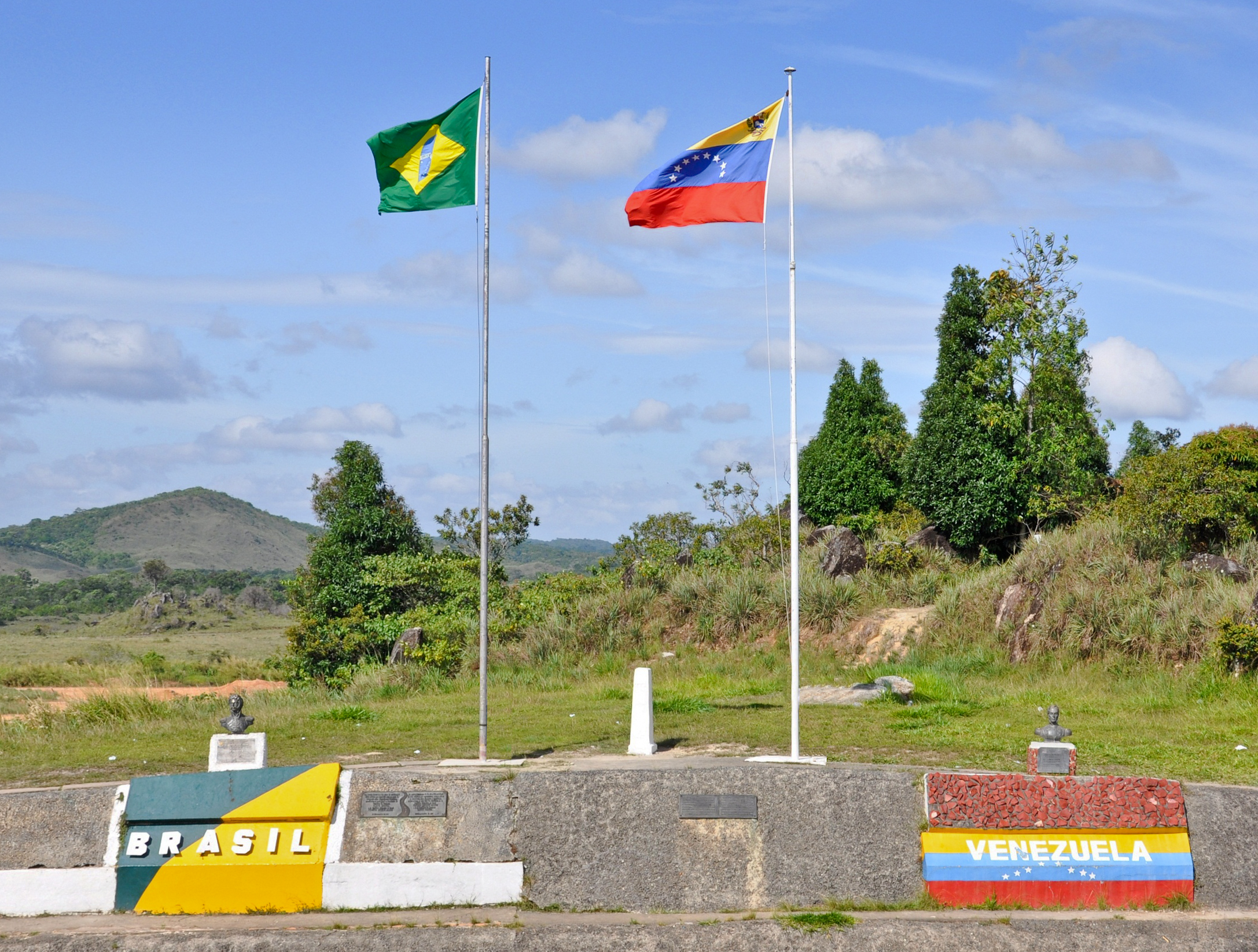
Marco fronteiriço na Fronteira Brasil-Venezuela, entre as cidades de Pacaraima, no Brasil, e Santa Elena de Uairén, na Venezuela.

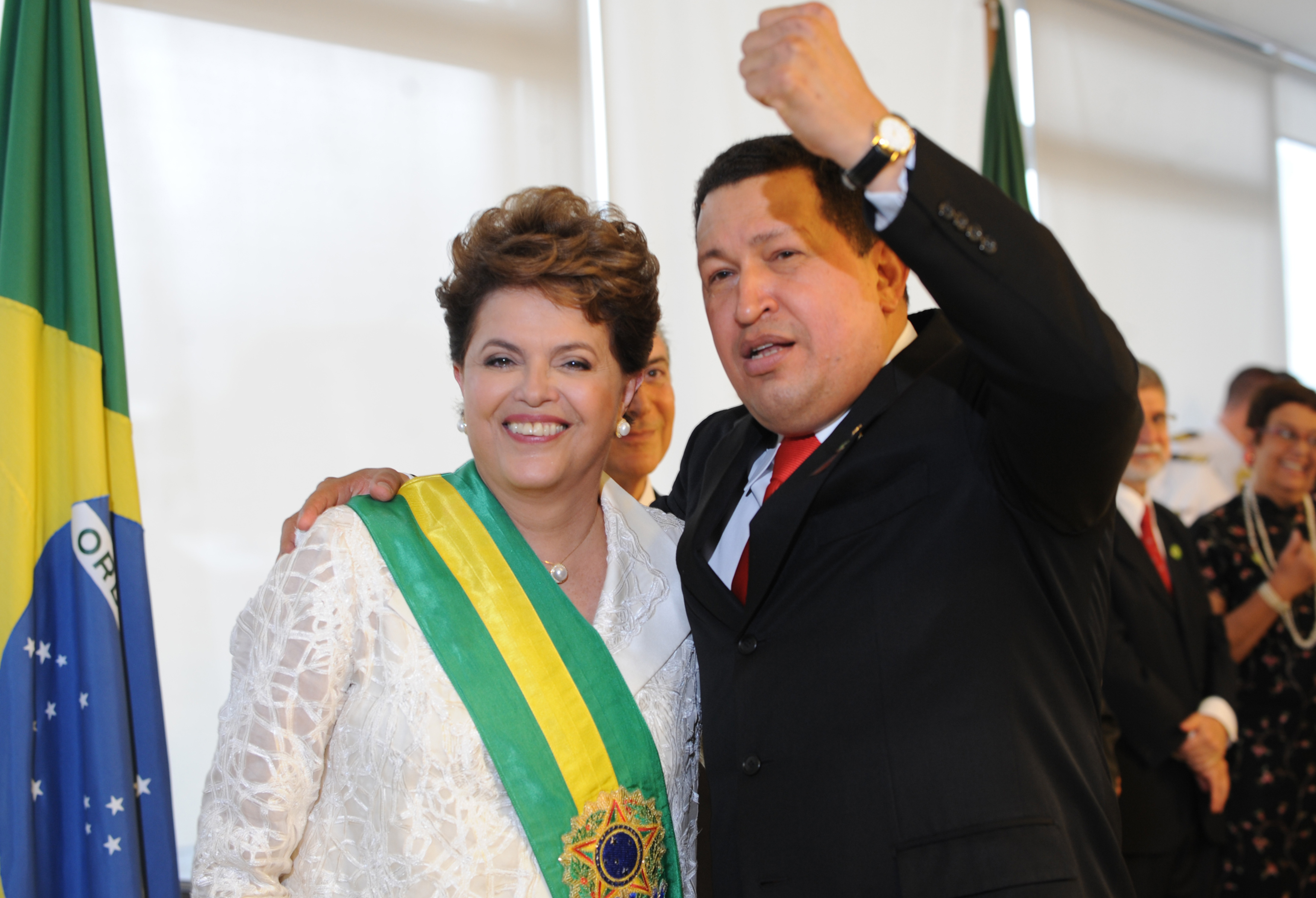
A presidente do Brasil, Dilma Rousseff, e o presidente da Venezuela, Hugo Chavez, em 1 de janeiro de 2011.

Ambos os países tiveram um relacionamento agradável, especialmente entre os anos 2002 e 2016, quando Brasil e Venezuela eram governados por presidentes com ideologias semelhantes. Hugo Chávez e Lula, eram amigos próximos, trocavam visitas com frequência. No final do governo de Hugo Chávez, a Venezuela ingressou no Mercado Comum do Sul (MERCOSUL), com um forte apoio do Brasil. Após os oito anos do governo Lula, Dilma Rousseff deu continuidade a um bom relacionamento com a vizinha. Após a eleição de 2013 na Venezuela, Nicolás Maduro, novo presidente procurou reforçar os laços ideológicos e econômicos com o Brasil.
Em 2016, o impeachment de Dilma Rousseff levou Maduro a classificar tal atitude um golpe de Estado, e se recusou a reconhecer o novo governo, então presidido por Michel Temer. Esse foi o estopim para o desencadeamento de uma crise entre os dois países. Após a eleição de Jair Bolsonaro, em 2018 e o alinhamento do Brasil aos Estados Unidos, causou ao Brasil e a Venezuela um distanciamento político e econômico.
Nicolás Maduro fez críticas a Bolsonaro e ameaças militares. Embora os dois países tenham diminuído os laços diplomáticos, ainda há movimentação comercial, mesmo muitas empresas brasileiras terem anunciado o fim de investimentos na Venezuela. Muitos venezuelanos pediram refúgio no Brasil, os quais foram recebidos pelo governo brasileiro e redirecionados por todo o país em busca de emprego.
Nos primeiros meses do terceiro mandato de Luiz Inácio Lula da Silva, houve uma reaproximação entre os países. Em 29 de maio de 2023, o presidente venezuelano, Nicolás Maduro, foi recebido com honras de chefe de Estado em Brasília, onde Lula defendeu seu homólogo, afirmando que Maduro precisava construir sua própria "narrativa" sobre o contexto político na Venezuela. No mês seguinte, o governo brasileiro defendeu publicamente a reintegração da Venezuela ao Mercosul, sinalizando uma nova fase de alinhamento regional entre os países vizinhos. Em outubro de 2023, Lula enviou seu assessor especial Celso Amorim a Barbados para tentar mediar o acordo eleitoral na Venezuela (Acordo de Barbados), numa tentativa de estimular a normalização democrática no país No mesmo ano, o recém-promovido General Manuel Antonio Barroso Alberto foi enviado ao Brasil como adido militar. Um oficial incondicional de Diosdado Cabello, Barros Alberto presidiu a Comissão de Administração de Câmbio (Cadivi) por sete anos, durante o seu período de maior corrupção.
No entanto, os desdobramentos das eleições venezuelanas em 2024 provocaram tensões. Em março, o Itamaraty manifestou preocupação com o processo eleitoral, após o impedimento da opositora María Corina Machado e de sua substituta de registrarem candidaturas. No final de julho, Maduro foi declarado vencedor nas eleições pela Suprema Corte venezuelana, mas Lula cobrou transparência, pedindo a divulgação das atas eleitorais . Após a negativa venezuelana e a exclusão da Venezuela do bloco BRICS em outubro, devido à articulação do Brasil, Maduro criticou Lula, acusando-o de reproduzir o "ódio de Jair Bolsonaro". No fim de outubro, a crise diplomática culminou com o retorno do embaixador venezuelano de Brasília e uma mensagem intimidatória de autoridades de segurança venezuelanas nas redes sociais, com o alerta: "Quem mexe com a Venezuela se dá mal". Essas declarações pelo governo de Nicolás Maduro fazem que as relações entre os dois países esfriarem.

## Fronteira
A fronteira entre a República Federativa do Brasil e a República Bolivariana da Venezuela é o limite que separa os territórios das duas nações sul-americanas. Foi delimitada pelo Tratado de Limites e Navegação Fluvial de 5 de maio de 1859 e ratificada pelo Protocolo de 1929. A fronteira geográfica começa no ponto triplo entre o Brasil-Colômbia-Venezuela na Rocha Cucuí e continua até o canal Maturacá, para a cachoeira do Huá; segue então uma linha reta até o topo de uma montanha chamada Cerro Cupi. Em seguida, segue a crista da divisa de drenagem entre as bacias do Rio Orinoco e Amazonas até a tríplice fronteira Brasil-Guiana-Venezuela no Monte Roraima, cobrindo assim um total de 2 199 quilômetros (dos quais 90 km são convencionais e os outros 2 109 km correspondem à bacia hidrográfica entre as bacias do Amazonas (Brasil) e Orinoco (Venezuela) através dos rios Imeri, Tapirapecó, Curupira e Cadeias de montanhas de Urucuzeiro (Estado do Amazonas) e as cadeias de Parima, Auari, Urutanim e Pacaraima (Estado de Roraima), no Escudo das Guianas.
Como a Venezuela reivindica a porção ocidental da Guiana como Guiana Esequiba, do ponto de vista venezuelano, a fronteira só termina nas nascentes do Rio Essequibo, na área de Mapuera, cobrindo assim um comprimento total de 2 850km. No entanto, as reivindicações venezuelanas na área não são oficialmente reconhecidas pelo Brasil, e a Guiana exerce controle efetivo sobre a região disputada. Roraima, o estado mais setentrional do Brasil, experimentou um grande afluxo de venezuelanos imigrantes ao longo da sua fronteira em 2018. Em 7 de agosto, o governo regional solicitou que o Supremo Tribunal Federal do Brasil fechar a fronteira, e mais tarde naquele dia, o Supremo Tribunal Federal negou o pedido considerando inconstitucional.
A fronteira reconhecida internacionalmente está localizada principalmente em áreas remotas e inacessíveis, e tem apenas uma travessia por estrada, entre as cidades de Pacaraima (Brasil) e Santa Elena de Uairén (Venezuela), onde a rodovia federal brasileira BR-174 de Boa Vista e Manaus se junta ao venezuelano Troncal 10 de Ciudad Guayana e Caracas.

## Representações diplomáticas

### No Brasil
A Embaixada da Venezuela em Brasília é a principal representação diplomática da República Bolivariana da Venezuela no Brasil. Está localizada na Avenida das Nações, na quadra SES 803, Lote 13, no Setor de Embaixadas Sul, na Asa Sul.

## Migração e diáspora

### No Brasil
A imigração venezuelana no Brasil era, até o início da década de 2010, pouco expressiva se comparada com a imigração de outros povos sul-americanos como os argentinos, bolivianos ou paraguaios. O Brasil, junto com Colômbia, Equador, Peru, Chile, Cuba e Argentina é um dos países que mais têm venezuelanos na América Latina (apesar dos Estados Unidos e da Espanha serem os países mais procurados por esta população). A maioria destas pessoas vêm ao Brasil a trabalho (por meio de governo e empresas privadas), porém, com os problemas que acometeram na Venezuela desde meados dos anos 2010, venezuelanos saíram do seu país, parte deles como solicitantes de refúgio.

#### Operação Acolhida

##### Migração warao
A migração Warao para o Brasil teve início no ano de 2017, juntamente com o grande fluxo de migrantes e refugiados que deixaram a Venezuela em busca de melhores condições de vida (ver: crise migratória venezuelana). Incialmente a população Warao realizava um movimento pendular entre seus territórios na Venezuela e a cidade de Pacaraima, em Roraima, na fronteira com o Brasil. O acesso ao país se dá por terra, tanto a pé, quando em transporte geralmente coletivo. Na medida em que a crise venezuelana se aprofundou e a capacidade de obter recursos em Pacaraima diminuiu o movimento se ampliou para Boa Vista e Manaus.